# 中国集邮
中国集邮有限公司，位于北京市东城区珠市口东大街17号，是中国邮政集团公司直接领导下的国有文化公司，是中华人民共和国唯一从事全国集邮品发行、邮票进出口业务的全国性公司。

## 历史
1955年1月10日，中国集邮公司成立。1955年10月23日，中国集邮公司在上海成立分公司。此后分别在天津、广州、哈尔滨等城市成立分公司，至“文革”前夕已在中国十多个城市设“集邮分公司”或“集邮门市部”。文革期间，1969年2月中国集邮公司被撤销。
1971年，应国际友人要求，中华人民共和国外交部、中华人民共和国交通部联合发文（〔1971〕外会文881号〔1971〕交邮字945号）呈中华人民共和国国务院，请示“恢复我国邮票对外出口业务……具体业务工作，拟由北京邮局办理，为便于业务联系，对外拟用‘中国邮票出口公司’名义”。获得纪登奎、李先念批准后实施。1972年1月，中国邮票出口公司在北京成立，隶属北京市邮政局，不办理国内业务。
1973年，中华人民共和国邮电部发出人字448号通知，“经与北京市革委会协商同意将中国邮票出口公司划归邮电部。”
1978年1月19日，邮电部发出〔1978〕邮邮字49号文件向国务院请示：（1）“扩大邮票题材范围”；（2）“进一步扩大邮票出口”；（3）“将‘中国邮票出口公司’改名为‘中国邮票公司’，并在上海、广州、天津等城市成立分公司或门市部（属当地邮局领导），除向外宾出售邮票外，也向国内出售邮票邮册，”1978年2月3日，谷牧等国务院领导批示“拟同意”。1978年6月16日，邮电部下发《关于恢复国内集邮业务问题的通知》（〔1978〕邮邮字468号）。自此国内集邮业务恢复开办，“中国邮票出口公司”更名“中国邮票公司”。同年，在上海、广州、天津成立分公司。
1979年8月9日，邮电部发出〔1979〕邮人字621号文件，同意“中国邮票公司”更名“中国邮票总公司”。自此“中国邮票总公司又称邮电部邮票发行局”“采用两块牌子一套班子，对外称总公司，对内称邮电部邮票发行局。”并且成为“独立的经济核算单位”，“实行邮票设计、印刷（包括管理北京邮票厂和邮册制本厂）、发行（包括通信用票的发放）、出口的统一领导”，负责邮票资料的保管、展览、宣传（邮票资料室是中国邮票博物馆的前身），编辑发行《集邮》杂志，并“对各地邮票分公司和各级邮局的邮票业务负有业务指导”职能。
1982年4月29日，邮电部发出《关于改革与加强集邮业务工作的通知》（〔1982〕邮票字451号）提出各省、自治区、直辖市一般均应成立省邮票公司，形成全国邮票企业的中国邮票总公司、省邮票公司、市邮票公司三级体制，“省邮票公司按企业编制，不设门市部。”“省辖市、地、州的邮票公司，是现业机构”。还明确了“全国集邮用票统由邮票总公司供应”。
1985年6月，邮电部改革中国邮票总公司体制，将邮票发行同集邮业务分开，“自1985年7月1日起分别设立邮票发行局和中国集邮总公司”。“各省、自治区、直辖市邮票公司机构、任务暂不变动”。〔1985〕邮部字315号文件规定了邮电部邮票发行局和中国集邮总公司的具体职能，将原中国邮票总公司职能一分为二，改革后的中国集邮总公司负责“全国集邮用票的统一供应”。
1990年2月，邮电部再度调整邮票管理体制与机构，将邮电部邮票发行局、中国集邮总公司合并组建为中国邮票总公司，业务工作由邮政总局归口管理，在邮政总局设邮票处，邮政总局行使邮票管理的行政职能。原邮票发行局管理的中国邮票博物馆成建制划归邮电部文史中心领导（邮部〔1990〕59号文件）。
1993年11月19日，邮电部下发《关于调整邮资票品管理体制的通知》，将中国邮票总公司再次更名为中国集邮总公司，将邮票发行管理及邮票市场监管职能划分到邮电部，邮电部成立邮政司；成立邮票印制局，将邮票图稿设计、邮资票品印制加工、对邮资票品印制加工工厂的管理职能划分到邮票印制局；集邮经营职能及包括总公司和各省在内的集邮用邮资票品的计划分配职能划分到邮政总局。中国集邮总公司仅负责自身的集邮经营工作（邮部〔1993〕827号文文件）。1994年1月1日起，中国邮票总公司正式更名为中国集邮总公司。1994年起，中国集邮总公司由管理型企业转变为经营型企业。

## 历任领导
| 总经理 …… - 刘殿杰（？—？，党委书记兼） - 张志和（1994年—？，党委书记兼） - 牛素娟（？—？） - 秦洪建（2004年—？） - 刘燕明（2009年—2015年） - 邓慧国（2015年—） 副总经理 …… - 刘旺金（1996年7月—2000年6月，党委书记兼） - 赵春元（？—？，党委书记兼） - 高山（？—2004年） - 罗桂林（？—？） - 李永明（？—2015年，党委书记兼） - 刘燕明（？—2009年） - 彭敏安（2015年—，党委书记兼） - 林刚（？—2016年） - 顾军（2016年—） 资深经理 - 林刚（2016年—） | 党委书记 …… - 刘殿杰（？—？） - 张志和（1994年—？） - 刘旺金（1996年7月—2000年6月） - 赵春元（？—？） - 李永明（？—2015年） - 彭敏安（2015年—） 党委副书记 …… - 牛素娟（？—？，总经理兼） - 秦洪建（2004年—？，总经理兼） - 刘燕明（2009年—2015年，总经理兼） - 邓慧国（2015年—，总经理兼） 纪委书记 …… - 高山（？—2004年） - 王春生（2004年—？） - 李鸥（？—2017年） - 魏国平（2017年—） |